# Zares
Zares – nova politika, eller enbart Zares, är ett socialliberalt parti i Slovenien, grundat 2007. Partiet är medlem i Alliansen liberaler och demokrater för Europa (ALDE) och dess Europaparlamentariker ingår i Gruppen Alliansen liberaler och demokrater för Europa (ALDE).
I Europaparlamentsvalet 2009 fick partiet ett mandat.